# Coolsingel
Die Coolsingel (früher: Coolvest) ist eine Hauptstraße im Zentrum von Rotterdam am rechten Ufer der Maas. Wegen ihrer Lage und ihrer geräumigen Freiflächen ist die Straße zentraler Ort für die kollektiven Ausdrucksformen und Rituale des städtischen Lebens geworden. An der Coolsingel befinden sich wichtige öffentliche Gebäude, wie etwa das Rotterdamer Rathaus und die Börse.

## Geschichte
Die Straße verdankt ihren Namen dem ehemaligen Feudalgebiet Cool, welches bereits um 1280 urkundlich erwähnt wird. 1596 kaufte die Stadt die Amtsherrlichkeit Cool, Blommersdijk und Beukelsdijk vom Freiherrn Jacob van Almonde. Durch königlichen Erlass vom 20. September 1809 wurde Cool in den Status einer unabhängigen Gemeinde erhoben, 1811 jedoch der Stadt Rotterdam angegliedert. Neben dem Amtsgebiet gab es ferner die Polder Cool, welche zwischen der Delfshavener und der Rotterdamsen Schie lag, aber im Jahre 1925 aufgelöst wurde. Ein Teil des Gebietes von Cool war bereits 1358 in die Stadt integriert worden, nachdem Herzog Albrecht von Bayern die Genehmigung erteilt hatte, Kanäle um die Stadt zu graben und das Stadtgebiet in das historische Amt Cool hinein zu vergrößern. Der Streifen zwischen beiden Gebieten wurde durch die Coolvest markiert. Sie bildete die westliche Grenze des alten Städtedreiecks. Später wurde diese mit einem schon bestehenden Festungsring (Zingel) verbunden. Im Zusammenhang mit dem Bau einer breiten Autostraße in den Jahren 1913–1922 wurde der Kanal vollständig zugeschüttet. Infolgedessen verschwand auch der alte Name Coolvest. Die Gebäude an der Coolsingel wurden durch die Bombardierung Rotterdams durch die deutsche Luftwaffe im Mai 1940 stark beschädigt. Der Wiederaufbau der Straße erfolgte hernach insbesondere unter funktionalen und ökonomischen Gesichtspunkten.

Coolsingel in historischer Perspektive
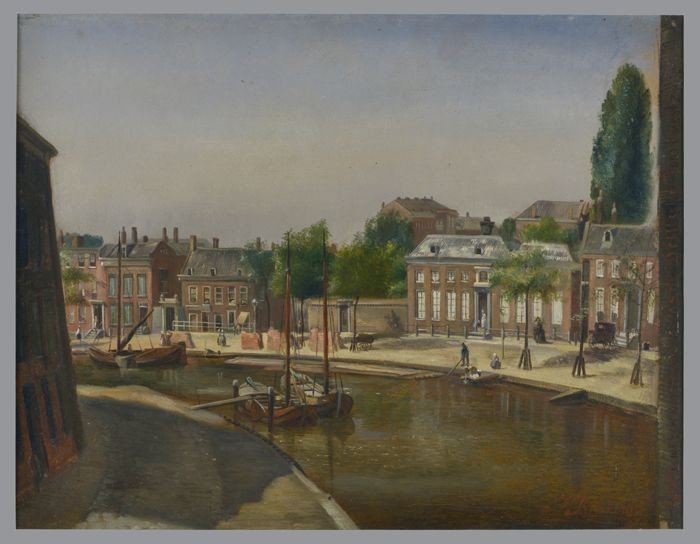
Die Coolvest von dem ehemaligen Delftschen Tor aus gesehen
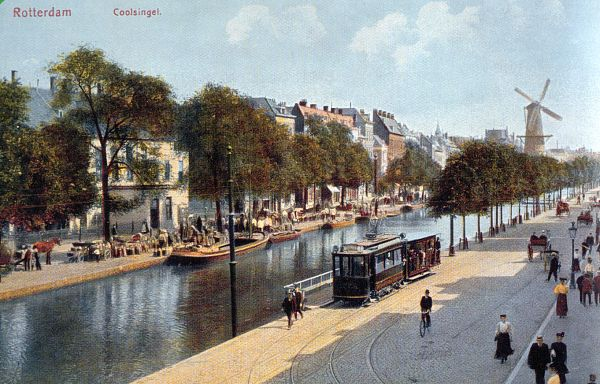
Die Coolvest noch mit Kanal um ca. 1900
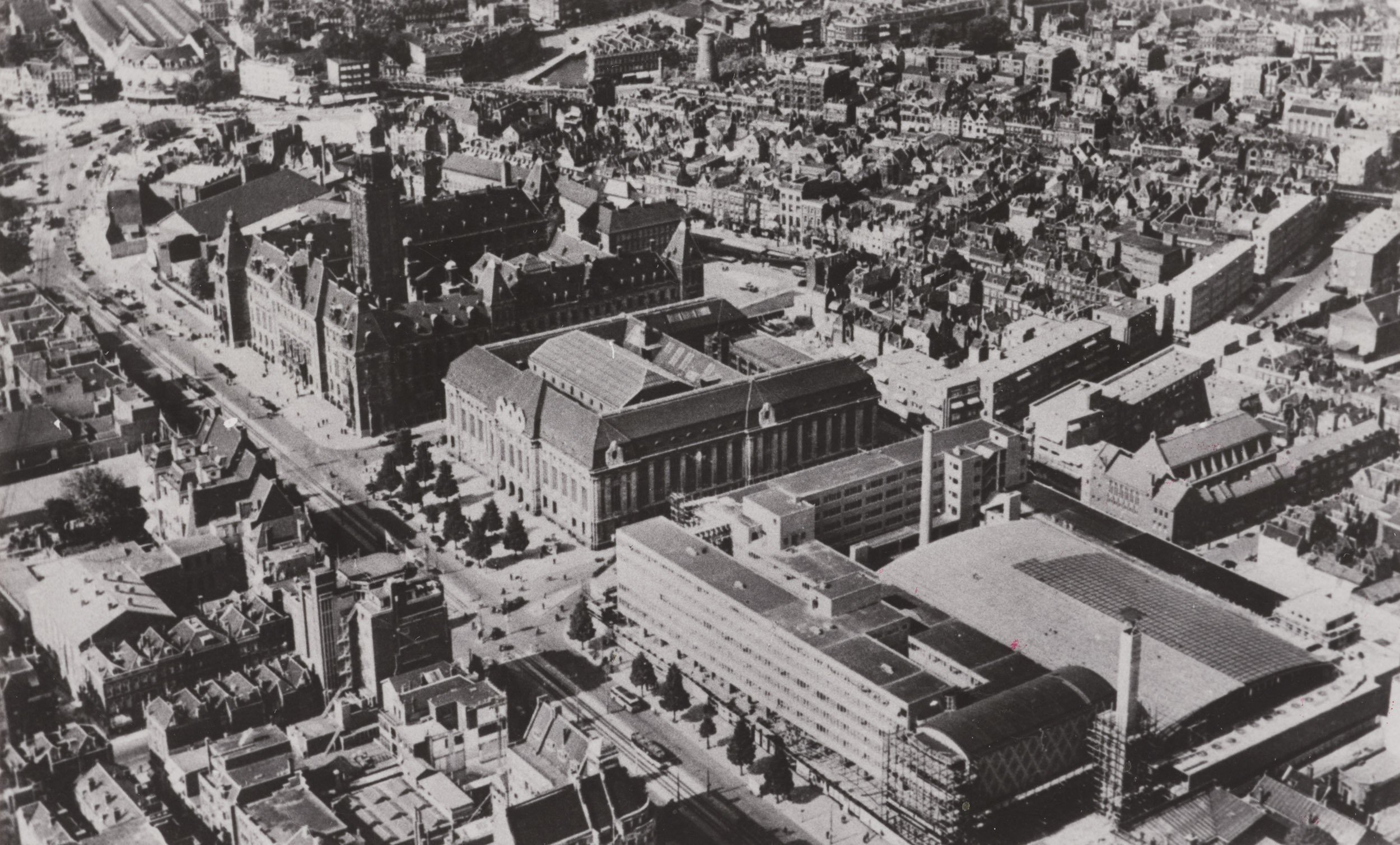
Luftaufnahme der Coolsingel im Stadtzentrum (1930)
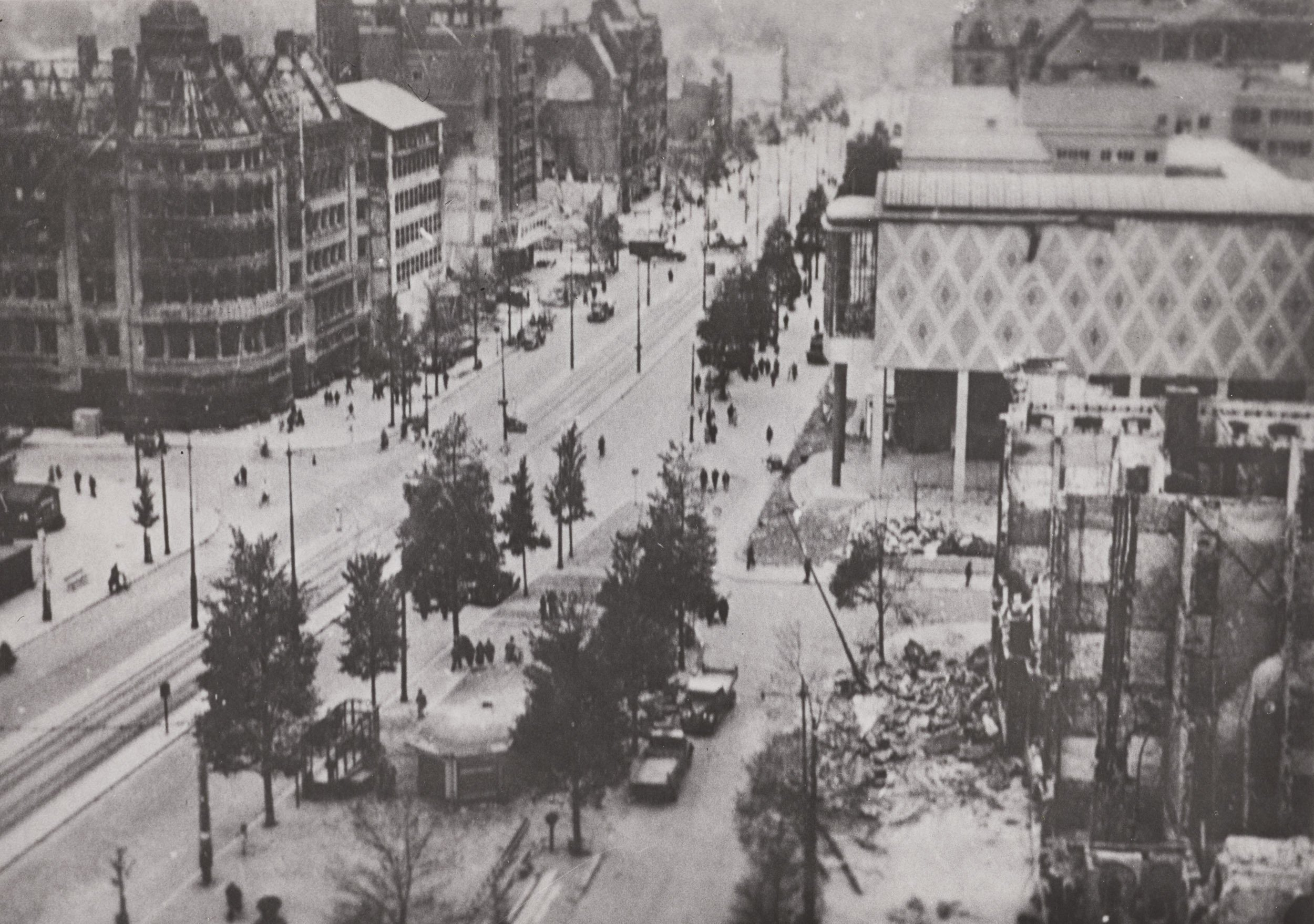
Die Coolsingel in der Zeit nach der Bombardierung

Historische, heute nicht mehr existente Gebäude an der Coolsingel
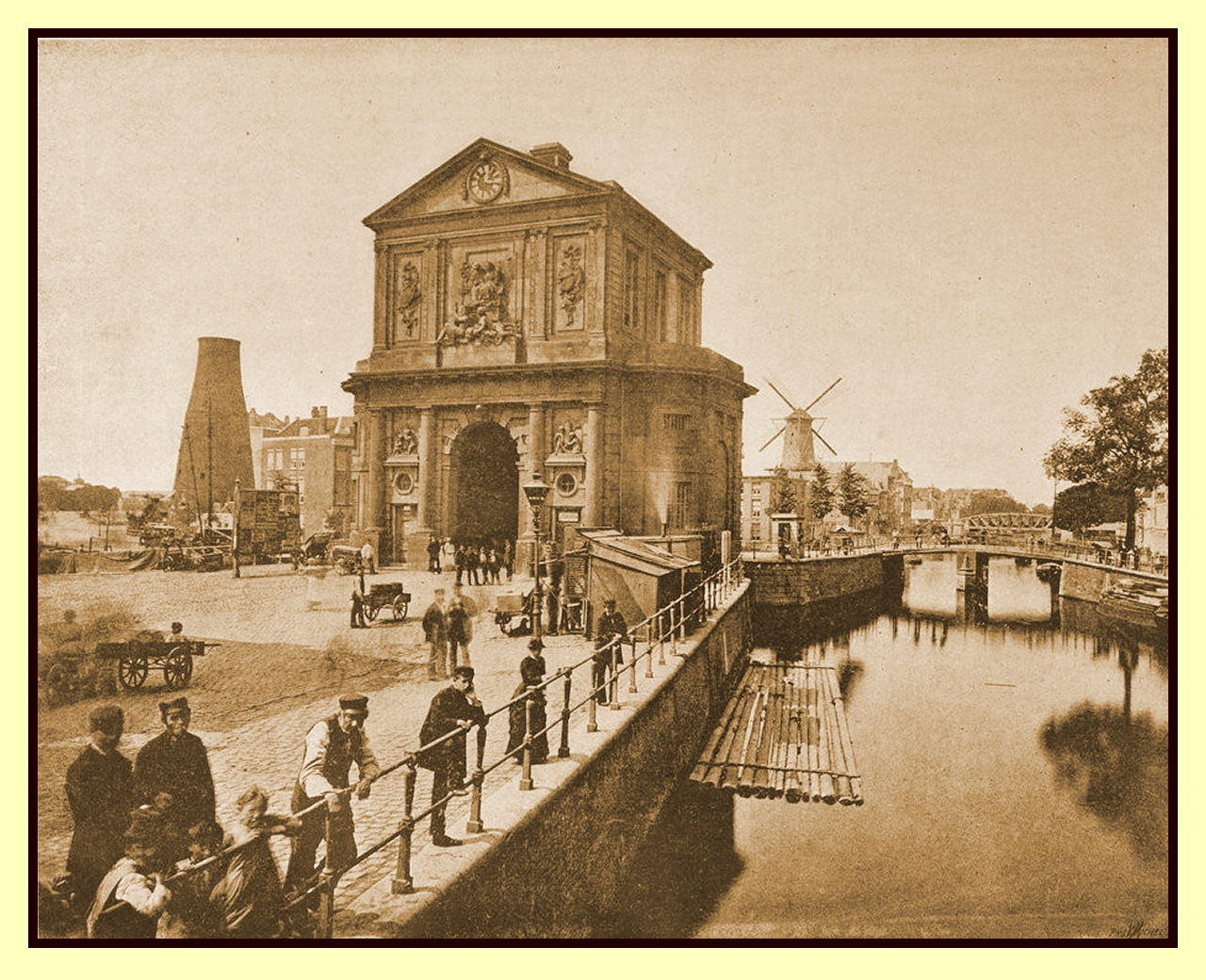
Das Delftsche Tor im Jahre 1890
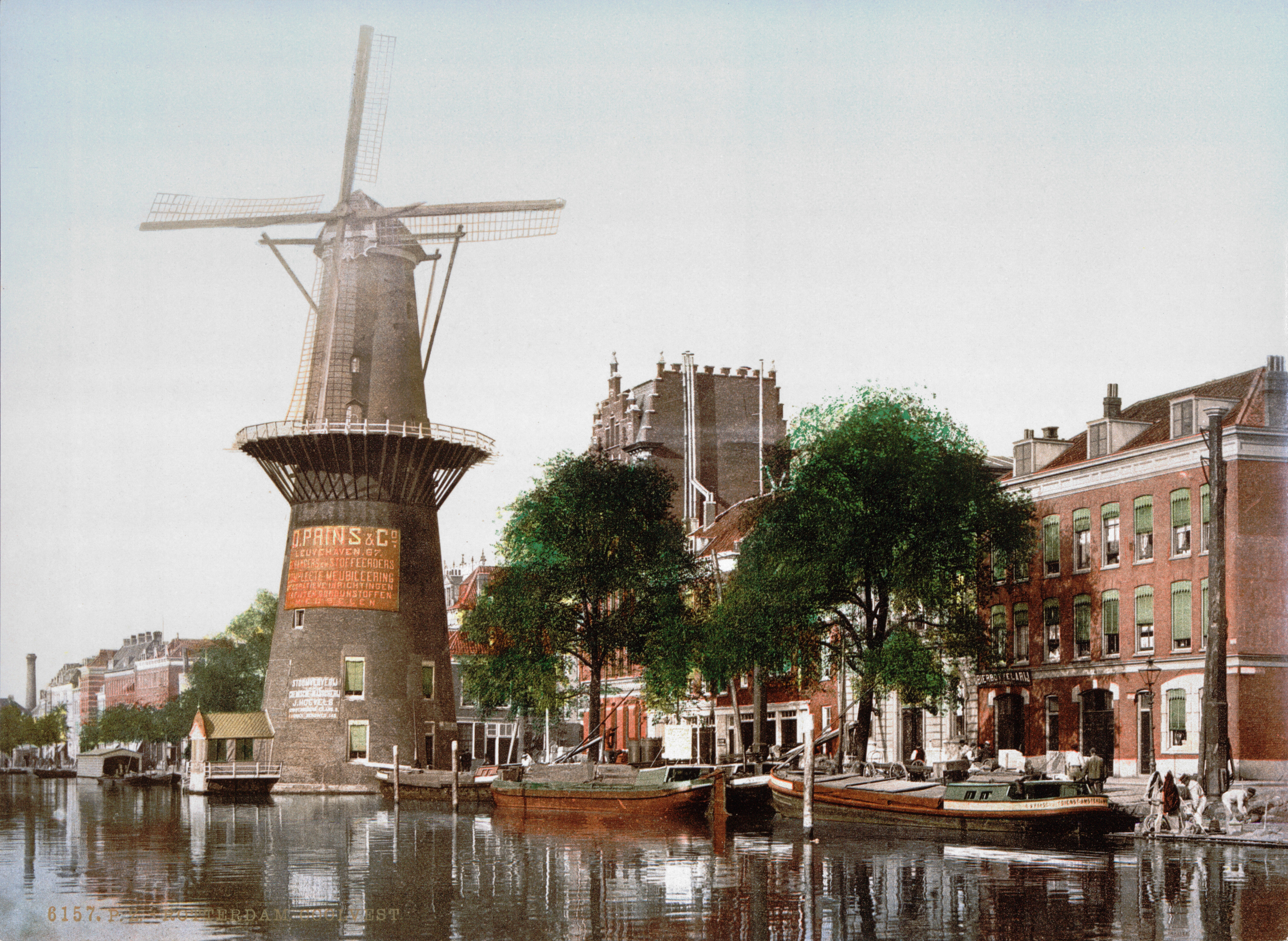
Die Mühle „De Hoop“ (Die Hoffnung) um ca. 1900
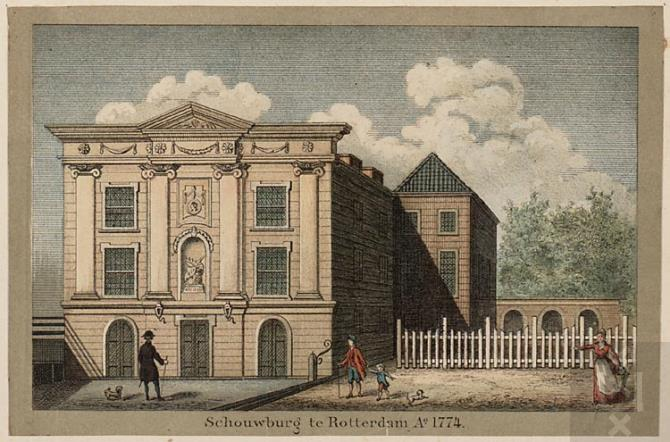
Das 1774 gebaute hölzerne Schauspielhaus
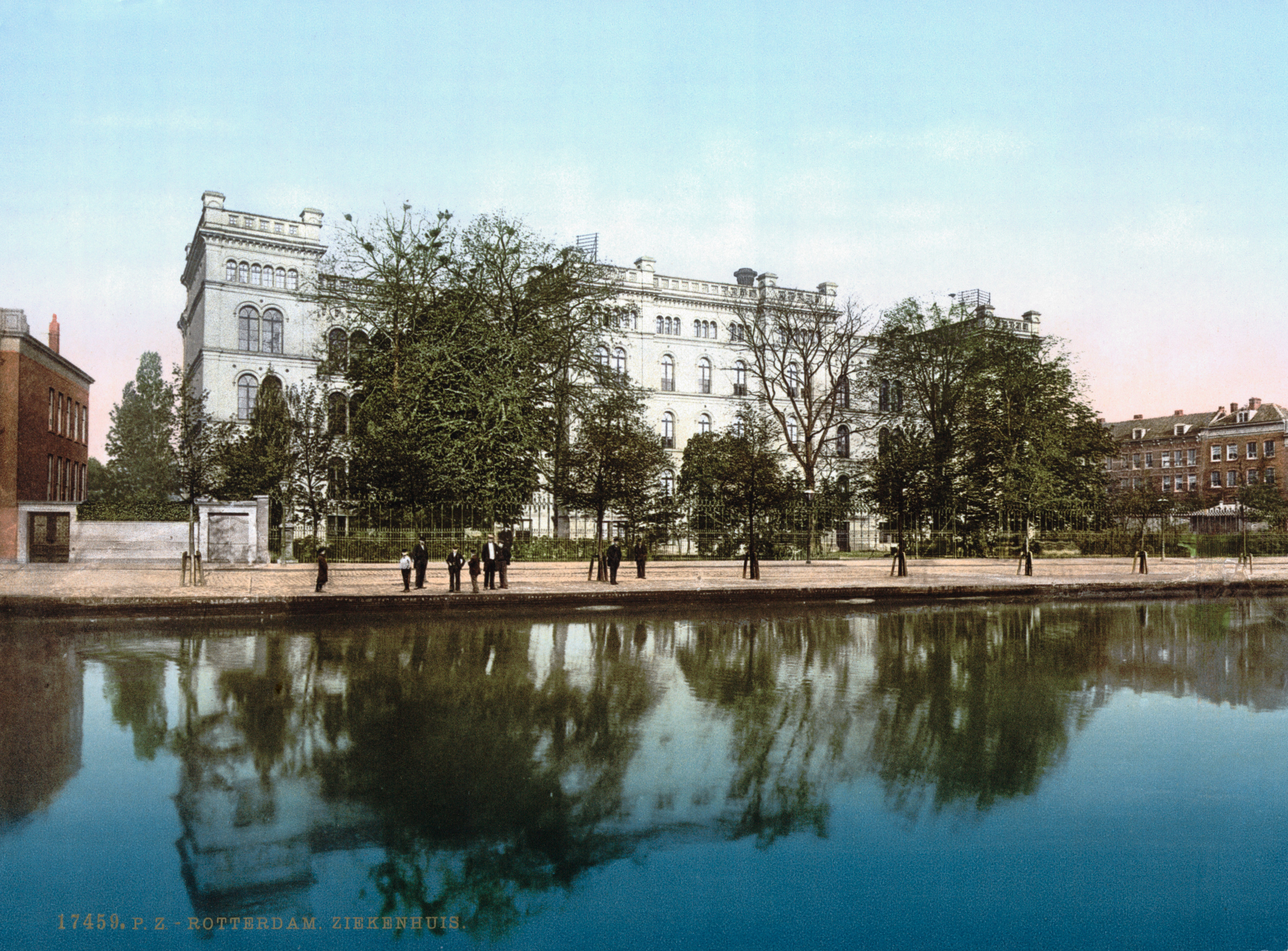
Coolsingelkrankenhaus
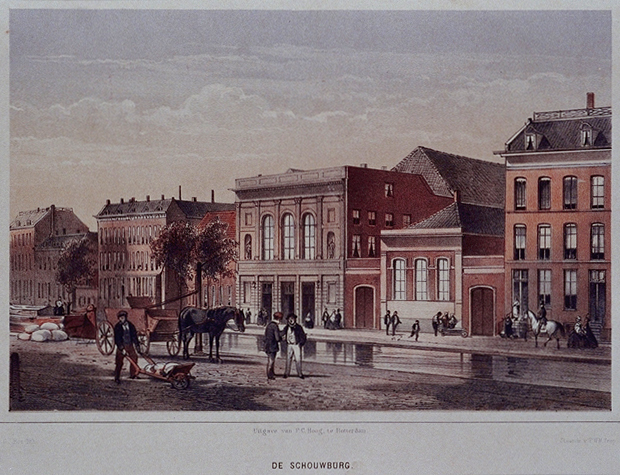
Das 1852 gebaute Schauspielhaus
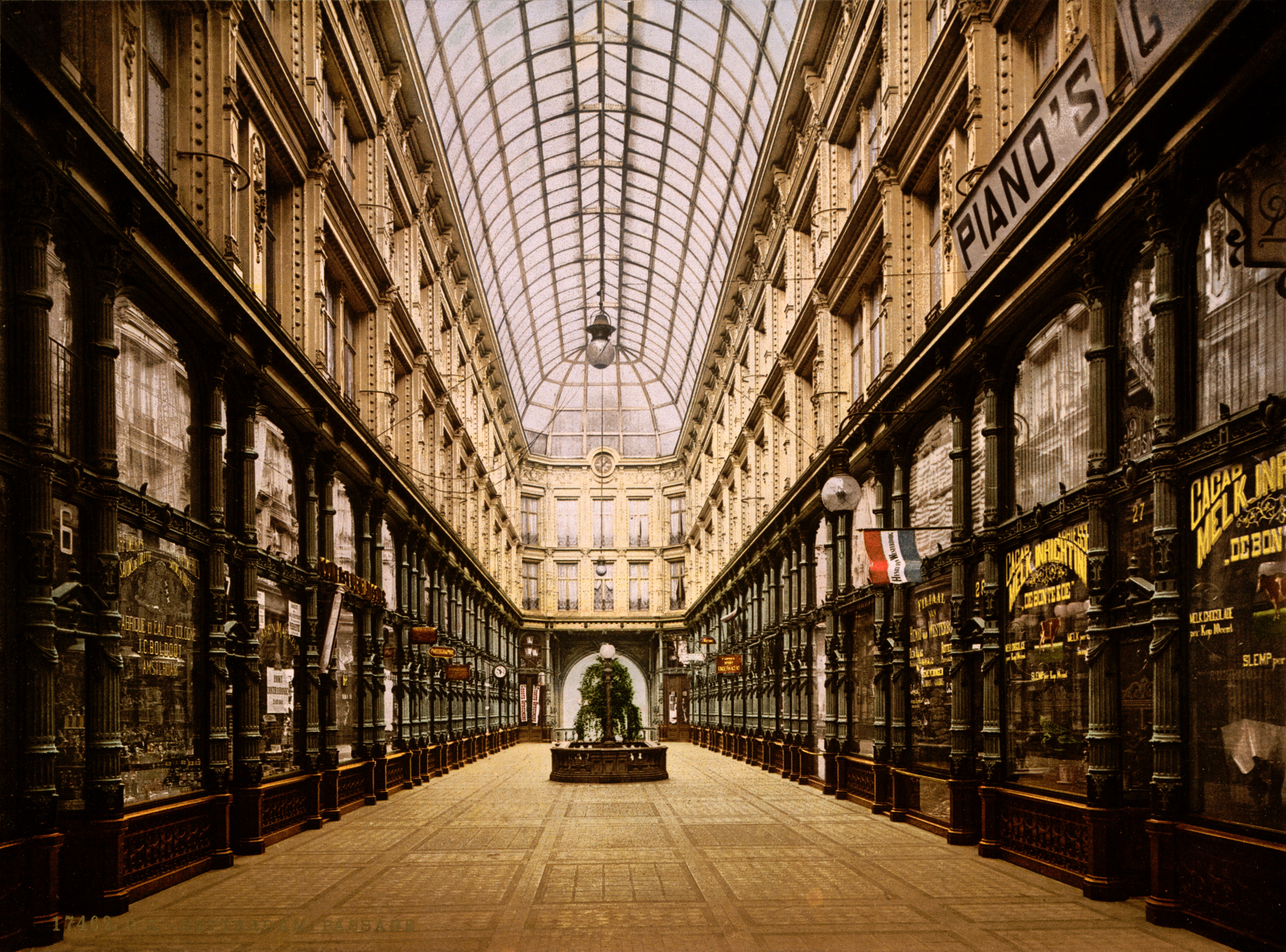
Die Passage um 1890
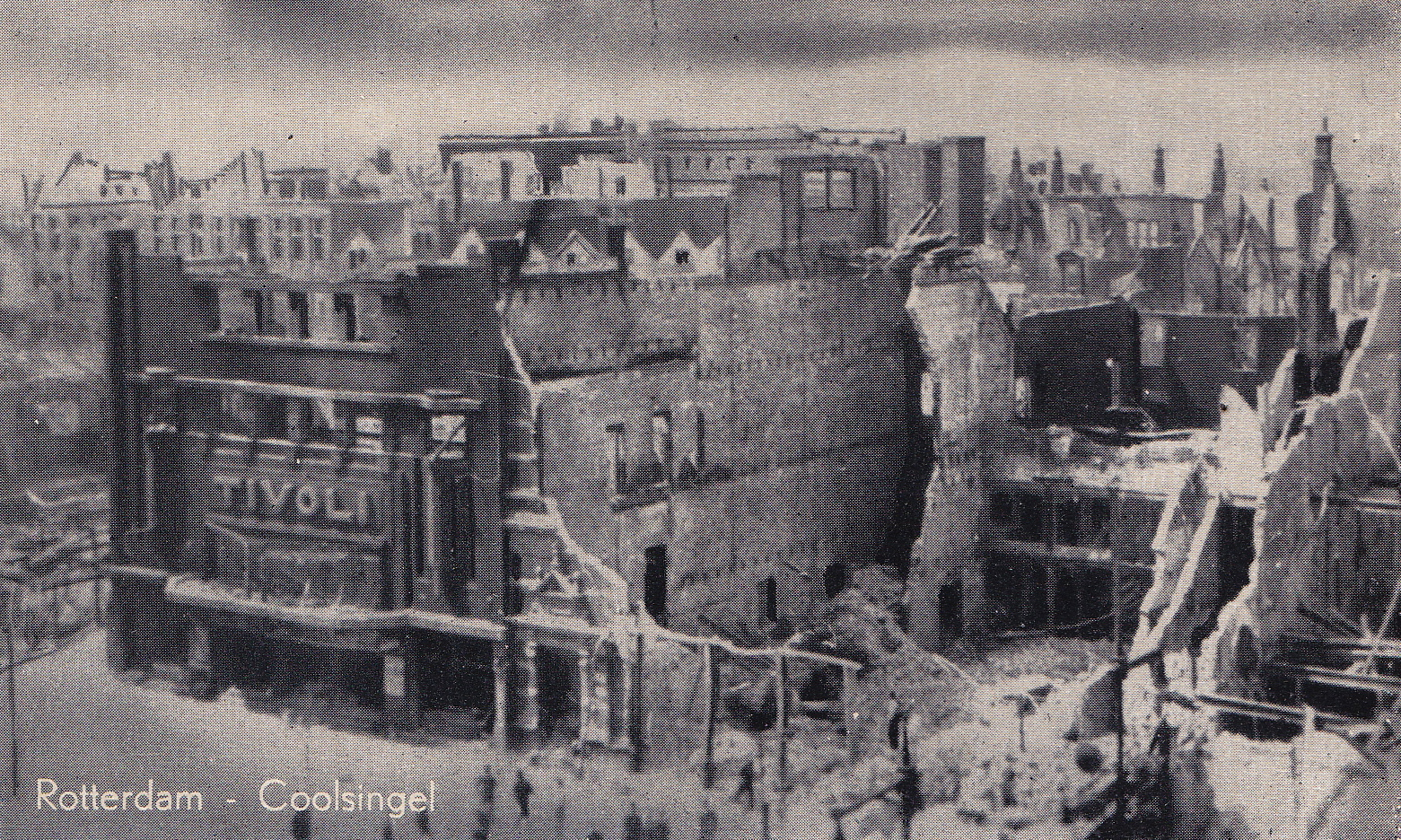
Das durch die Luftangriffe 1940 zerstörte Schauspielhaus Tivoli

In den sechziger Jahren wurde unter der Coolsingel die erste U-Bahn der Niederlande gebaut, wofür die Straße vollständig gesperrt wurde. Wegen der instabilen Bodenverhältnisse wandte man für den Bau das Absenkverfahren an. Als man die Baugrube geflutet hatte, kam die Coolsingel für einige Zeit ihrem ursprünglichen Erscheinungsbild mit Wasserstraße wieder etwas näher. Die Innenstadt wurde nun anderthalb Jahre lang durch einen 1,5 km langen Kanal in zwei Teile geteilt.

## Gegenwart
Seit ihrem Wiederaufbau ist die Coolsingel die zentrale Verkehrsader des Stadtzentrums. Sie verbindet den Hofplein mit der Blaak. An der Coolsingel befinden sich das Rotterdamer Rathaus sowie das ehemalige Hauptpostamt, das Fremdenverkehrsamt, de Bijenkorf und ein C&A, wo früher die Passage stand. Vor dem Bijenkorf steht das Denkmal Die stilisierte Blume (mit dem Spitznamen Das Ding oder Die Stopfnadel) von Naum Gabo. Auf der Südseite wird die Coolsingel durch den Churchillplein (ehemals Van Hogendorpsplein) abgeschlossen. Auf der anderen Seite ist neben dem Maritimen Museum der Platz 1940 zu sehen, wo sich das berühmte Denkmal Die zerstörte Stadt (Spitzname Jan Gat) von Ossip Zadkine befindet. An der Ecke Beursplein/Coolsingel erhebt sich das World Trade Center (WTC Rotterdam), das Geschäftszentrum von Rotterdam.
Mehrere Straßenbahnen der RET fahren über die Coolsingel, während die U-Bahn unter der Straße hindurch fährt. Unterirdisch, unter dem Churchillplein, kreuzen sich die Tunnel der Nord-Süd-Linie (Linien D und E) und der Ost-West-Linie (Linien A, B und C) der Metro Rotterdam. Die U-Bahn-Stationen Stadhuis und Beursingel liegen ebenfalls unter der Coolsingel. Die Beurstraverse Einkaufspassage, im Volksmund auch als Koopgoot bekannt, verläuft unter der Straße.
Die Coolsingel ist der Treffpunkt für große, populäre Feierlichkeiten. Feyenoord-Meisterschaften werden in der Regel auf der Coolsingel gefeiert, bei schönem Wetter manchmal auch im Springbrunnen auf dem Hofplein. Start und Ziel des Rotterdamer Marathons sowie des Sommerkarnevals Rotterdam finden ebenfalls auf der Coolsingel statt. Sie ist ferner auch der Zielort des Roparuns, des Staffellaufs von Paris bis nach Rotterdam.
Für 2016 wurden Pläne zur Verringerung der Verkehrsüberlastung auf der Straße angekündigt. Die Sanierung, die 2018 begann, wird voraussichtlich 47 Millionen Euro kosten und soll bis 2020 abgeschlossen sein. Radfahrer und Fußgänger werden in Zukunft mehr Platz haben, der Autoverkehr wird wieder von vier Fahrspuren (2 pro Richtung) auf zwei Fahrspuren (jeweils eine Spur pro Richtung) zurückgeführt.

Heutige Bauwerke an der Coolsingel
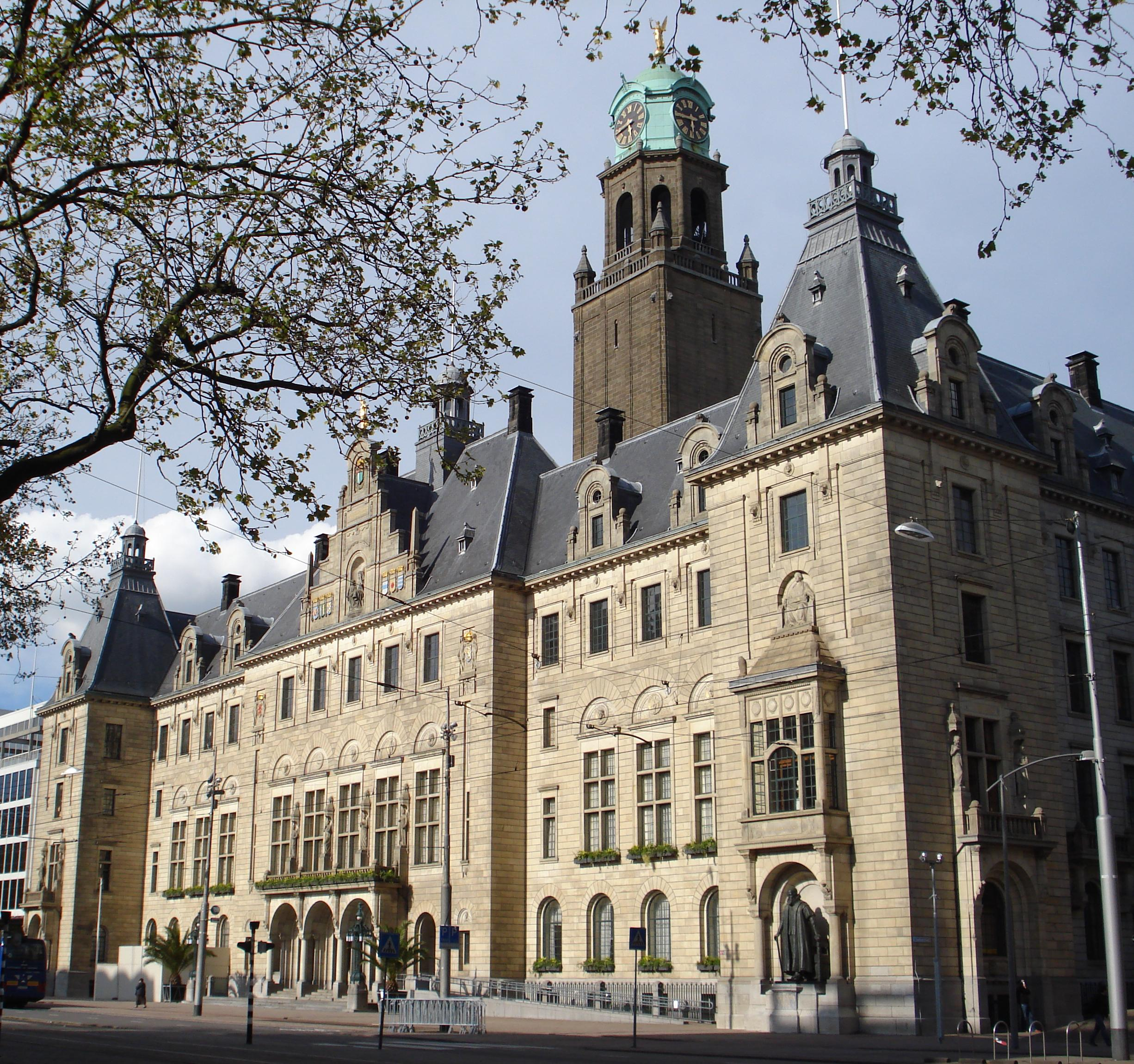
Das Rathaus von Rotterdam
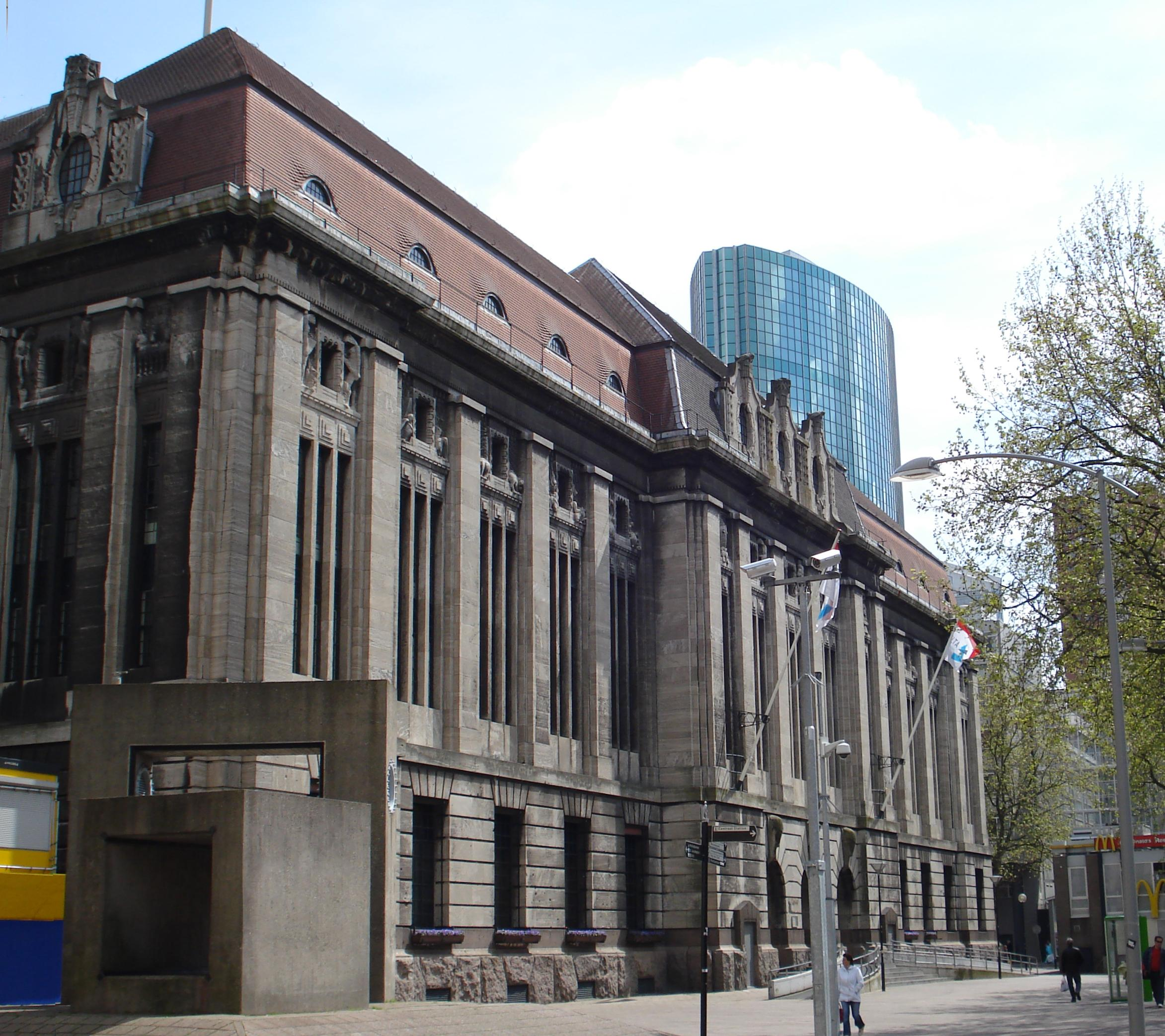
Das alte Postgebäude
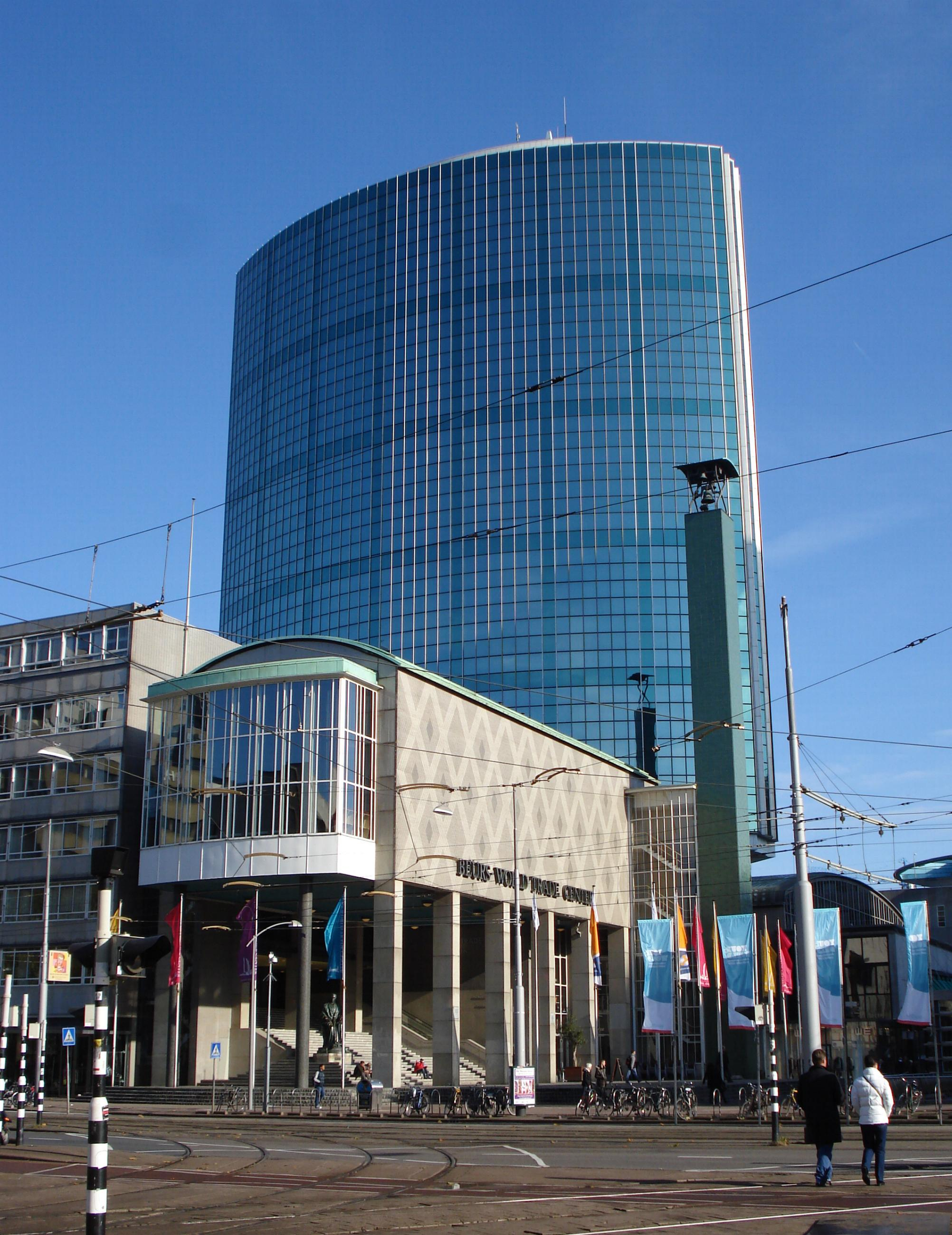
Börse mit World Trade Center
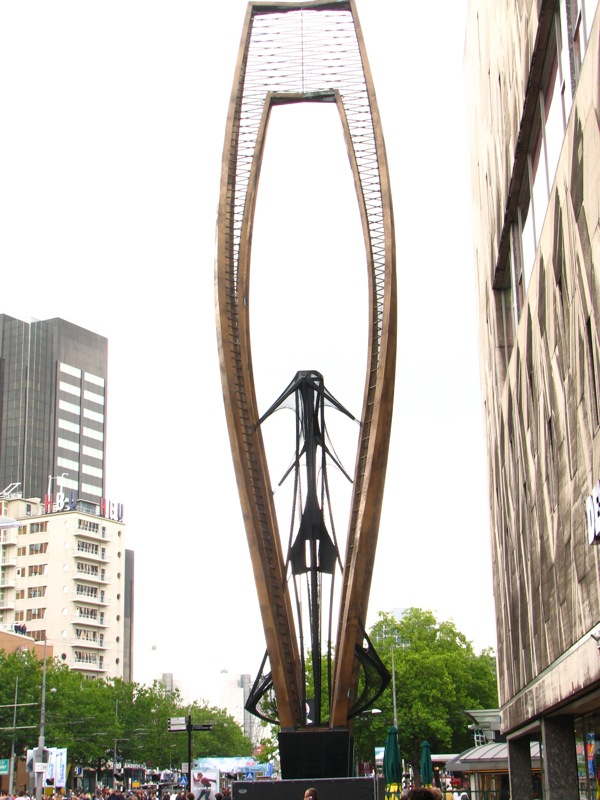
Das Kunstwerk Die stilisierte Blume

## Trivia
In der niederländischen Version des Brettspiels Monopoly ist die Coolsingel die teuerste Straße von Rotterdam. Sie befindet sich an dem Ort, wo in der amerikanischen Version die Pennsylvania Avenue, in der britischen die Bond Street und in der deutschen die Bahnhofstraße liegt.